# Rex Cawley
Warren Jay "Rex" Cawley (Highland Park, 6 de julho de 1940 - 21 de janeiro de 2022) foi um velocista e campeão olímpico norte-americanos 400 m c/ barreiras em Tóquio 1964.
Cawley quebrou o recorde mundial na prova nas seletivas norte-americanas para os Jogos – 49.1 – e em Tóquio conquistou a medalha de ouro com 0.5 s de diferença para seu adversário mais próximo e medalha de prata, John Cooper da Grã-Bretanha.
Cawley morreu em 21 de janeiro de 2022, aos 81 anos.